# Tour de Ski
O Tour de Ski é um evento de esqui cross-country realizado anualmente desde a temporada 2006–2007 na Europa Central, segundo o modelo do Tour de France de ciclismo. Cada Tour de Ski tem consistido de seis a nove etapas, realizadas durante o fim de dezembro e início de janeiro na República Checa, Alemanha, Itália e Suíça. O prêmio em dinheiro para o evento está somado em 1.055.000 francos suíços (844.000 euros), repartidos entre homens e mulheres. Eventos masculinos e femininos são realizados juntos nos mesmos dias, com a única diferença sendo a distância esquiada.

## Ligações Externas
- «Sítio oficial» (em inglês)